# Головановка (Ростовская область)
Голова́новка — село в Целинском районе Ростовской области.
Входит в состав Ольшанского сельского поселения.

## Население
| 2010 |
| ---- |
| 34   |

## Улицы
В селе имеется одна улица — Центральная.